# Denise Bombardier
Denise Bombardier (18 de enero de 1941-4 de julio de 2023) fue una periodista, ensayista y novelista canadiense.

## Biografía
Estudió en la Universidad de Montreal. 
Trabajó en Le Monde y para la cadena de televisión en francés radio en la Corporación Canadiense de Radiodifusión durante más de 30 años.
Contrajo matrimonio con James Jackson, fue madre de Guillaume Sylvestre.

## Libros
- 1975, La Voix de la France
- 1985, Une enfance à l'eau bénite
- 1989, Le mal de l'âme (con Claude Saint-Laurent)
- 1990, Tremblement de cœur
- 1993, La déroute des sexes
- 1995, Nos hommes
- 1999, Aimez-moi les uns les autres
- 2000, Lettre ouverte aux Français qui se croient le nombril du monde
- 2003, Propos d'une moraliste
- 2004, ¡Et quoi encore!
- 2005, Sans complaisance
- 2008, Nos chères amies
- 2009, L'énigmatique Céline Dion
- 2012, L'Anglais
- 2019, Une vie sans peur et sans regret. Mémoires

## Premios
- Oficial de la Legión de Honor
- 2000, Caballero de la Orden Nacional de Quebec
- 2015, Miembro de la Orden de Canadá